# Continental (tracteur)
 (janvier 2013).
Si vous disposez d'ouvrages ou d'articles de référence ou si vous connaissez des sites web de qualité traitant du thème abordé ici, merci de compléter l'article en donnant les références utiles à sa vérifiabilité et en les liant à la section « Notes et références ».
Pour les articles homonymes, voir Continental.
Continental était une société française spécialisée dans la fabrication de tracteurs à chenilles. Elle fut créée en 1941 dans la région lyonnaise par la société Richard frères. Elle orienta son activité vers les TP, l'agriculture, l'industrie et l'armée. Face à une forte concurrence, elle disparait en 1969.